# Mokronazárov
Mokronazarov (del ruso: Мокроназаров) es un jútor del raión de Shovgenovski en la república de Adiguesia de Rusia. Está situado a orillas del río Guiagá, 22 km al oeste de Jakurinojabl y 43 km al noroeste de Maikop, la capital de la república. Tenía 347 habitantes en 2010.
Pertenece al municipio Dukmasovskoye.